# Corydalis rostellata
Corydalis rostellata är en vallmoväxtart som beskrevs av M. Lidén. Corydalis rostellata ingår i släktet nunneörter, och familjen vallmoväxter. Inga underarter finns listade i Catalogue of Life.